# Chiu Jong-Jen
Chiu, Jong-Jen es un diplomático Taiwanés.
- De 1979 a 1981 fue empleado en el departamento Europa en el Ministry of Foreign Affairs (Taiwan) en Taipéi.
- De 1981 a 1984 fue secretario en el departamento de protocolo en el Ministry of Foreign Affairs (Taiwan) en Taipéi.
- De 1984 a 1990 fue consejero de la delegación en Luxemburgo.
- De 1990 a 1994 fue empleado en el departmiento de tratados en el en:Ministry of Foreign Affairs (Taiwan) en Taipéi.
- De 1994 a 1997 fue delegado de la delegación special de Taiwán en Madagascar.
- De 1997 a 2001 fue embajador en Yamena (Chad).
- De 2001 a 2003 fue empleado en el departmiento de tratados en el en:Ministry of Foreign Affairs (Taiwan) en Taipéi.
- De 2003 a 2009 fue empleado la mission de Taipéi en Estocolmo.
- De 2009 a 2010 fue director del departamento Europa en el en:Ministry of Foreign Affairs (Taiwan) en Taipéi.
- Desde 1979 es Assc. Profofesor en la en:National Chengchi University.
- Desde 2010 es representante de Taiwán en Praga.

## Publicaciones
- La Politque étrangére de la Ch. Communiste pendant la Révolution cultruelle. Paris 1978.